# کریستوفر ایشام
 کریستوفر ایشام (انگلیسی: Christopher Isham؛ زاده ۲۸ آوریل ۱۹۴۴) یک دانشمند اهل بریتانیا است. 